# هيروهيدي أداتشي
هيروهيدي أداتشي (باليابانية: 足立 丈英) (17 أبريل 1999 في هيوغو في اليابان – )؛ هو لاعب كرة قدم ياباني سابق كان يلعب كمدافع.

## وصلات خارجية
- هيروهيدي أداتشي على موقع رابطة كرة القدم اليابانية للمحترفين (اليابانية)
- هيروهيدي أداتشي على موقع Soccerway.com (الإنجليزية)